# Fliegende Killer – Piranha II
Fliegende Killer – Piranha II (Originaltitel: Piranha Part Two: The Spawning) ist ein Horrorfilm des Regisseurs James Cameron aus dem Jahr 1981 und die Fortsetzung des Low-Budget-Films Piranhas aus dem Jahr 1978. Der Titel wird manchmal auch in umgekehrter Reihenfolge gezeigt.

## Handlung
Anne Kimbrough ist Tauchlehrerin im „Club Elysium“, einem Hotel auf einer Ferieninsel. Zusammen mit ihrem Sohn Chris lebt sie, getrennt von ihrem Mann, dem Strandpolizisten Steve, in einem Zimmer des Hotels. Als sie mit einer Gruppe von Schülern ein untergegangenes Boot besichtigt, trennt sich einer von der Gruppe und taucht gegen ihre Anweisungen in das Boot. Als Anne ihm hinterhertaucht, ist es zu spät. Der Mann wurde von gefräßigen Raubfischen getötet. Gemeinsam mit ihrem Schüler Tyler, der sie zu verführen sucht, beschließt sie, dem Ganzen nachzugehen. Ihr Mann will allerdings nichts davon wissen und gibt ihr die Schuld am Tod des Mannes.
Tyler und Anne brechen in den Obduktionsraum ein, um sich die Wunden des Mannes genauer anzusehen und zu fotografieren. Sie werden von einer Krankenschwester erwischt. Überstürzt und ohne Schlüsselkarte fliehen sie. Die Schwester versucht gerade, den Leichnam wieder herzurichten, als ein Fisch aus dem Bauch des Toten springt und ihr die Kehle durchbeißt. Tyler und Anne untersuchen die Fotos und kommen einander im Hotelzimmer näher. Am nächsten Morgen steht ein erboster Steve vor der Tür, der Anne weitere Vorwürfe macht. Später am Tag tauchen Tyler und Anne zum Boot hinunter und entdecken einige von den seltsamen Fischen. Sie können gerade noch entkommen. 
Anne hat den Verdacht, dass Tyler mehr weiß, als er vorgibt, und konfrontiert ihn damit. Nach einigem Drängen rückt Tyler mit der Wahrheit heraus: Das Militär hat geheime Forschungen angestellt, um aus einer Kreuzung von fliegenden Fischen, Piranhas und einigen weiteren Arten gefährliche Kampffische zu entwickeln. Einige Exemplare dieser Spezies sind verschwunden und anscheinend am Hotel aufgetaucht. Anne versucht mit Hilfe ihres Mannes, den Hoteldirektor zu überzeugen, eine Warnung auszusprechen, doch dieser lacht die beiden aus. 
Steve, Anne und ein paar Freiwillige beschließen, die Sache in die eigene Hand zu nehmen. Nach dem Tod seines Sohnes versucht der Dynamitfischer Randy einen Sprengsatz zu entwickeln, der die Brutstätte der Fische, das Bootswrack, in die Luft sprengen soll. Randy wird aber bei einem Fischangriff auf ein Fest des Hotels getötet. Nun ist es an Tyler und Anne, den Sprengsatz zu legen. Währenddessen ist Steve mit dem Hubschrauber auf der Suche nach Chris, der verschwunden ist. Während Anne und Tyler den Sprengsatz platzieren, findet Steve seinen Sohn und dessen Freundin Allison und kann sie gerade noch retten. Dabei wird der Hubschrauber zerstört und die drei fliehen auf das Tauchboot von Anne. 
Anne und Tyler platzieren den Sprengsatz, müssen dann aber vor den Fischen fliehen. Dabei kommt Tyler ums Leben. Anne schafft es gerade noch, sich an den Anker des Tauchboots zu klammern. Steve und sein Sohn haben jede Hoffnung aufgegeben und fliehen vor der drohenden Explosion. Dann taucht Anne aus dem Meer auf und die beiden sind erleichtert.

## Produktion
Ursprünglich war James Cameron für die Spezialeffekte des Films eingeplant, übernahm allerdings die Regie, als der Regisseur H. A. Milton (unter diesem Pseudonym schrieb er das Drehbuch) die Produktion verließ. Wegen eines beschränkten Budgets war die Crew hauptsächlich auf italienische Leute angewiesen, von denen keiner Englisch sprechen konnte. Da sie allerdings schon Erfahrung mit Horror-/Fantasy-Filmen hatten, konnten sie Camerons Erwartungen entsprechen.
Nachdem die erste Woche gedreht worden war, wurde die Harmonie durch Diskussionen bezüglich der Zusammenarbeit des Regisseurs mit dem Produzenten Ovidio G. Assonitis gestört, der mit Camerons Entscheidungen nicht zufrieden war. Solange Cameron nur für das Shooting verantwortlich war, fielen die meisten Entscheidungen unter die Autorität von Assonitis. Nach Dreaming Aloud, einer Biographie von James Cameron, die von Christopher Heard verfasst wurde, war es Cameron nicht erlaubt, Aufnahmen zu sehen, und sie wurden nicht bearbeitet. Er brach in den Schneideraum in Rom ein und schnitt seine eigene Version, während die Produzenten in Cannes waren. Er wurde aber erwischt und Assonitis schnitt es wieder zurück.
In einem Interview 2008 bei The Hour verneinte Cameron scherzhaft, dass er in den Schneideraum eingebrochen sei, und erzählte daraufhin, die Geschichte sei ein „hypothetisches Szenario“ gewesen: Cameron erklärte dem Gastgeber George Stroumboulopoulos, „wie er in das Büro eingebrochen wäre“, wenn er es gemacht hätte.
Wie auch schon der erste Teil war es einer von vielen Horrorfilmen, die von Steven Spielbergs Erfolgsfilm Der weiße Hai inspiriert wurden. Piranhas agieren als Antagonisten-Monster, schädigen das menschliche Leben und haben die Fähigkeit zu fliegen, anders als im ersten Teil. Bei der Kommentardisc von Terminator 2 – Tag der Abrechnung behauptete Cameron scherzhaft, „es sei die beste fliegende Killer-Fische-Horror-Komödie aller Zeiten“.
Die meisten Unterwasserszenen wurden vor Grand Cayman gedreht und das Stand-in für den Club war das Elysium Beach Mallard Hyatt. Innenaufnahmen wurden in einem Filmstudio in Rom gedreht.
Die Spezialeffekte verantwortete Giannetto De Rossi.

## Rezeption
Einige Kritiker fanden, der Film sei „erbärmlich“, andere meinten, dass „die Piranhas aussehen, als wären sie in einem Scherzartikelladen verramscht worden“ und dass sie „Schellfisch mit Zahnersatz gleichen würden.“ Der Film erreicht bei Rotten Tomatoes eine Rotting-Rate von 6 %.

## Veröffentlichung
Fliegende Killer – Piranha II erlebte seine Premiere im Dezember 1981. In der Bundesrepublik Deutschland erschien der Film am 24. Juni 1983.